# Sorex neomexicanus
Sorex neomexicanus är en näbbmus som beskrevs av Bailey 1913. Sorex neomexicanus ingår i släktet Sorex och familjen näbbmöss. IUCN kategoriserar arten globalt som otillräckligt studerad. Inga underarter finns listade i Catalogue of Life.
Denna näbbmus förekommer i bergstrakter i delstaten New Mexico i USA. Arten betraktades länge som underart till Sorex monticolus och för underarten angavs ängar och det tjockare skiktet av barr på marken i barrskogar som habitat. En annan studie skriver att Sorex neomexicanus främst hittas i lövskiktet i blandskogar.
Arten blir med svans 10,3 till 12,1 cm lång, svanslängden är 3,9 till 5,4 cm och vikten varierar mellan 6 och 8 g. Pälsen är liksom hos Sorex monticolus brunaktig på ovansidan och grå till silvervit på undersidan. Skillnaden mellan båda arter utgörs av avvikande detaljer av tändernas konstruktion i överkäken.